# Cumbres de San Bartolomé
Cumbres de San Bartolomé es un municipio español de la provincia de Huelva, Andalucía. El municipio cuenta con una población de 364 habitantes (INE 2024). Su extensión superficial es de 145 km² y tiene una densidad de 3,17 hab/km². Sus coordenadas geográficas son 38° 04′ N, 6° 44′ O. Se encuentra situada a una altitud de 586 metros y a 145 kilómetros de la capital de provincia, Huelva.

## Geografía
Integrado en la comarca de Sierra de Huelva, se sitúa a 129 kilómetros de la capital provincial. El término municipal está atravesado por la carretera nacional N-435 (Badajoz-Huelva) y por carreteras locales que permiten la comunicación con Cumbres de Enmedio, Encinasola y La Nava. 
El relieve del municipio está definida por la parte más occidental de Sierra Morena, caracterizada por pequeñas sierras separadas por arroyos y barrancos, muchos de los cuales desaguan en el río Múrtigas, que atraviesa el municipio de sureste a noroeste. En el extremo noroccidental recoge las aguas del arroyo del Sillo, que hace de límite con Extremadura. El término municipal forma parte del Parque Natural Sierra de Aracena y Picos de Aroche. La altitud oscila entre los 670 metros al sur (Cerro del Castaño) y los 240 metros a orillas del río Múrtigas. El pueblo se alza a 578 metros sobre el nivel del mar. 
| Noroeste: Encinasola | Norte: Higuera la Real (Badajoz) | Nordeste: Cumbres de Enmedio |
| Oeste: Encinasola    |                                  | Este: Cumbres Mayores        |
| Suroeste: Aroche     | Sur: Aroche y La Nava            | Sureste: Cumbres Mayores     |

## Demografía
Cumbres de San Bartolomé cuenta con una población de 364 habitantes (INE 2024).
| Gráfica de evolución demográfica de Cumbres de San Bartolomé entre 1842 y 2021                                      |
| |
| Población de derecho según los censos de población del INE Población de hecho según los censos de población del INE |

## Datos históricos
Esta localidad tiene sus orígenes en la desaparición de la antigua Concordia Julia Nertobriga, población romana de origen celta. De la despoblación de la antigua ciudad romana surgieron las actuales Cumbres de Enmedio, Cumbres de San Bartolomé, y Cumbres Mayores.
El haber sido una población fronteriza ha determinado el curso de su historia. A mediados del siglo XIII fue reconquistada a los musulmanes y adscrita al Reino cristiano de Sevilla. En el siglo XIII se construyó la muralla artillera de este municipio entrando a formar parte de una cadena fortificaciones, conocida como la banda gallega, que cubrían la frontera norte del reino, siendo lugar de disputa al no estar bien marcadas las áreas de expansión portuguesa y castellana a lo largo de la margen izquierda del río Guadiana. Esta labor defensiva fue iniciada por el rey de Castilla Alfonso X y continuada por su hijo Sancho IV el Bravo.
Tras la firma, en 1479, del tratado de Alcaçobas-Toledo se puso fin a las hostilidades y la fortaleza de Torres fue entregada a la Orden de Santiago para su mantenimiento y defensa.
En 1594 Cumbres de San Bartholome formaba parte del reino de Sevilla en la Sierra de Aroche y contaba con 377 vecinos pecheros.

## Economía

### Evolución de la deuda viva municipal
| Gráfica de evolución de Deuda viva del Ayuntamiento de Cumbres de San Bartolomé entre 2008 y 2021                                |
| |
| Deuda viva del Ayuntamiento de Cumbres de San Bartolomé en miles de Euros según datos del Ministerio de Hacienda y Ad. Públicas. |

## Administración y política
| Periodo   | Nombre                          | Partido |
| --------- | ------------------------------- | ------- |
| 1979-1983 | Ángel Sánchez Largo             | UCD     |
| 1983-1987 | Ángel Sánchez Largo             | UCD     |
| 1987-1991 | Rafael Gómez Sánchez            | PSOE-A  |
| 1991-1995 | Rafael Gómez Sánchez            | PSOE-A  |
| 1995-1999 | Rafael Gómez Sánchez            | PSOE-A  |
| 1999-2003 | Rafael Gómez Sánchez            | PSOE-A  |
| 2003-2007 | Rafael Gómez Sánchez            | PSOE-A  |
| 2007-2011 | Rafael Gómez Sánchez            | PSOE-A  |
| 2011-2015 | Rafael Gómez Sánchez            | PSOE-A  |
| 2015-2019 | María Ángeles Carbajo Domínguez | Cs      |